# Marcus Kleveland
Marcus Kleveland (* 25. dubna 1999 Dombås) je norský snowboardista, specialista na disciplíny big air a slopestyle.
Od roku 2010 soutěží v Ticket to Ride World Snowboard Tour a v roce 2013 se stal profesionálem. Již v jedenácti letech předvedl první skok s otočkou o 720 ° a v roce 2017 se stal v Aspenu prvním snowboardistou, který v soutěži zvládl trik quad cork 1800. Ve Světovém poháru debutoval v listopadu 2016. Ve své kariéře vyhrál osm závodů SP a v sezóně 2020/21 získal malý křišťálový glóbus za slopestyle. V letech 2021 a 2023 se stal mistrem světa ve slopestylu. Na zimních X Games vyhrál v letech 2017 a 2018 ve slopestylu, v letech 2020, 2022 a 2023 v disciplíně knuckle huck a v letech 2021, 2022 a 2023 v big airu. Na zimních olympijských hrách byl v roce 2018 šestý ve slopestylu, v roce 2022 obsadil 8. místo v disciplíně big air a 14. místo ve slopestylu.